# Teoria della rendita differenziale
La teoria della rendita differenziale è una teoria economica di matrice classica circa le modalità di determinazione della rendita in un sistema economico, che dimostra come la rendita non entri a far parte in ultima analisi del prezzo reale di una merce.

## Descrizione
La prima formulazione della teoria sembra risalire ad un opuscolo pubblicato nel 1777 dallo scozzese James Anderson, Ricerche intorno alla natura delle leggi sui cereali, nel quale l'autore sosteneva i vincoli all'importazione di grano estero contro coloro che trovavano proprio nei dazi doganali la causa prima dell'alto prezzo del grano. 
La formulazione più nota e sistematica della teoria della rendita differenziale è contenuta in due pamphlet, pubblicati al principio del 1815, sembra in modo indipendente l'uno dall'altro, scritti da Thomas Malthus e da Edward West.
In Essay on the influence of a low price of corn on the profits of stock David Ricardo ne riprende le argomentazioni.
Ricardo nota come, se vi fosse una sovrabbondanza di terra ricca e fertile, non vi sarebbe alcuna forma di rendita. Nella realtà tuttavia le terre esistenti hanno una diversa produttività.
Con il crescere del fabbisogno l'offerta di terra fertile comincia ad esaurirsi e la terra di qualità inferiore (o situata in una posizione meno favorevole, cosicché vi sia comunque un incremento dei costi di produzione) comincia ad essere coltivata.
(David Ricardo)
Questo risultato è visto come la conseguenza dell'impossibilità di coesistenza in un paese di diversi saggi di profitto. In sostanza, conclude Ricardo, e qui sta il nodo centrale della teoria:
Di conseguenza, anche se i proprietari terrieri rinunciassero a tutta la loro rendita, non si assisterebbe ad alcuna diminuzione nel prezzo del grano. Questo ragionamento porta alla considerazione che
Quella che abbiamo ora preso in considerazione è la rendita cosiddetta estensiva, ma le conclusioni non cambiano laddove si consideri quella intensiva, cioè derivante dall'applicazione di sempre maggiori quantità di lavoro e capitale sullo stesso appezzamento di terreno.
Se fosse infatti possibile, data una certa tecnologia, ottenere sempre la stessa quantità di prodotto per ogni somma addizionale investita nella coltivazione di un suolo particolarmente fertile, nessuno, ovviamente, ricorrerebbe mai a terra di qualità inferiore. La circostanza invece che, nel progresso della società, nuova terra sia messa a coltura, dimostra al contrario che sulla terra già coltivata in precedenza non possono venire investiti con il medesimo rendimento di prima capitale e lavoro addizionale.
È curioso osservare che, mentre sia Malthus che West, in modo simile a quanto fatto da Anderson anni prima, sulla base di questa teoria argomentarono a favore dell'imposizione dei dazi sulle importazioni di grano, sulla base della stessa teoria Ricardo giunse a conclusioni opposte, cioè contrarie all'imposizione di qualsiasi dazio sul grano.